# Garda
Garda é uma comuna italiana da região do Vêneto, província de Verona, com cerca de 3.594 habitantes. Estende-se por uma área de 16,11 km², tendo uma densidade populacional de 225 hab/km². Faz fronteira com Bardolino, Costermano, Manerba del Garda (BS), San Felice del Benaco (BS), Torri del Benaco.

## Demografia
| Variação demográfica do município entre 1861 e 2011                               |
|                                                                                   |
| Fonte: Istituto Nazionale di Statistica (ISTAT) - Elaboração gráfica da Wikipedia |